# Vyšetřování
Vyšetřování je fáze přípravného trestního řízení, která začíná zahájením trestního stíhání a ukončena je podáním obžaloby nebo návrhu na schválení dohody o vině a trestu, případně postoupením věci jinému orgánu či zastavením trestního stíhání. Jestliže se však konalo tzv. zkrácené přípravné řízení, trestní stíhání se zahajuje až podáním návrhu na potrestání soudu a žádné vyšetřování se proto nekoná. Upraveno je v § 161–167 trestního řádu.
Vyšetřování konají útvary Policie České republiky, především její útvar Služba kriminální policie a vyšetřování Policie ČR. Ve zvláštních případech tak může konat i např. kapitán lodi při dálkových plavbách nebo Vojenská policie na zahraniční misi. Jde-li o vyšetřování trestných činů, které měli spáchat např. policisté, vyšetřování koná Generální inspekce bezpečnostních sborů (pokud by mělo jít o pracovníky této inspekce nebo třeba tajných služeb, vyšetřuje státní zástupce).

## Postup při vyšetřování
Vyšetřující orgán postupuje při vyšetřování tak, aby byly co nejrychleji získány všechny důkazy, které jsou potřebné pro objasnění skutkového stavu spáchaného trestného činu, jeho pachatele i jeho následků. Získává je bez ohledu na to, zda svědčí v neprospěch či ve prospěch obviněného, ten navíc nesmí být žádným způsobem k výpovědi nebo doznání donucován. Průběh vyšetřování je zásadně ovlivněn tím, že po novele trestního řádu č. 265/2001 Sb. bylo dokazování přesunuto až do hlavního líčení u soudu, kde je nyní těžiště celého trestního řízení. Proto nemusí opakovat ty úkony, které již byly provedeny před zahájením trestního řízení a výslechy svědků provádí převážně jen tehdy, pokud jde neodkladný nebo neopakovatelný úkon. Kromě toho může např. požadovat vysvětlení od fyzických i právnických osob (ty pak mají vždy právo na právní pomoc advokáta), vyžadovat odborná vyjádření, znalecké posudky či provedení zkoušky krve a jiného biologického materiálu, provádět ohledání věci a místa činu apod.
Obviněnému lze povolit účast na všech vyšetřovacích úkonech i klást vyslýchaným svědkům otázky, zejména pak tehdy, pokud nemá obhájce. Zásadnější postavení má právě ale obhájce, pokud si ho obviněný zvolil nebo mu byl tzv. ex offo ustanoven. Ten už má právo být účasten všech vyšetřovacích úkonů, jejichž výsledek lze použít jako důkaz, a vždy může vyslýchaným klást otázky, ačkoli až poté, co výslech ukončí vyšetřující orgán a udělí mu slovo.

## Skončení vyšetřování
Zákon vyšetřující orgán zavazuje vyšetřování ukončit do dvou, resp. tří měsíců, jde-li o řízení před okresním soudem, nebo do půl roku, jde-li o řízení před soudem krajským. Pokud nelze lhůtu dodržet, musí dozorujícímu státnímu zástupci odůvodnit, proč ke skončení vyšetřování nedošlo a jaké úkony je nutné ještě provést. Státní zástupce mu pak může uložit závazný postup ke skončení vyšetřování. Nicméně teprve poté, co vyšetřující orgán uzná vyšetřování za skončené a získané výsledky odůvodňující podání obžaloby, umožní obviněnému, případně i jeho obhájci se seznámit se spisovým materiálem a nezávazně navrhovat možná doplnění dokazování. Pak spis předloží státnímu zástupci s návrhem na podání obžaloby a se seznamem navrhovaných důkazů, které mají být provedeny před soudem.